# Pierre-François Casgrain

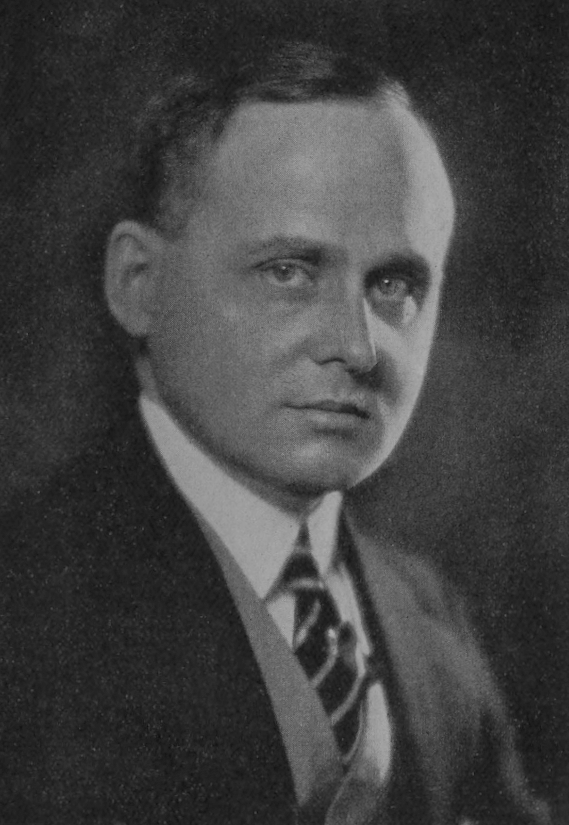
Pierre-François Casgrain (1922)

Pierre-François Casgrain, PC (* 4. August 1886 in Montreal, Québec; † 2. August 1950 in Westmount, Québec) war ein kanadischer Jurist und Politiker der Liberalen Partei, der unter anderem zwischen 1917 und 1941 fast 24 Jahre lang Mitglied des Unterhauses sowie von 1936 bis 1940 Sprecher des Unterhauses war. Er fungierte im 16. kanadischen Kabinett von 1940 und 1941 als Staatssekretär für Kanada sowie Chef der Regierungskanzlei und daraufhin zwischen 1941 und 1950 als Beigeordneter Richter am Obersten Gerichtshof der Provinz Québec.

## Leben

### Rechtsanwalt und Unterhausabgeordneter
Pierre-François Casgrain, Sohn eines Arztes, wuchs nach dem Tode seiner Mutter 1889 bei seiner Großmutter auf und absolvierte nach dem Schulabschluss ein Studium der Rechtswissenschaften an der Universität Laval. Nach deren Abschluss ließ er sich als Rechtsanwalt in Montreal nieder. Im Zuge der Wehrpflichtkrise von 1917, die das Land in zwei fast unversöhnliche Lager spaltete, begann er seine politische Laufbahn und wurde bei der kanadischen Unterhauswahl am 17. Dezember 1917 für die Opposition mit 5197 Wählerstimmen im Wahlkreis Charlevoix-Montmorency erstmals zum Mitglied des Unterhauses gewählt. In der darauf folgenden 13. Legislaturperiode (1917 bis 1921) war er Mitglied zahlreicher Ständiger Ausschüsse des Unterhauses. Bei der darauf folgenden Unterhauswahl am 6. Dezember 1921 kandidierte er für die Liberale Partei im Charlevoix-Montmorency und wurde mit 7727 Stimmen als Abgeordneter wiedergewählt. In der 14. Legislaturperiode (1921 bis 1925) war er abermals Mitglied verschiedener Ständiger Ausschüsse und fungierte von 1924 bis 1926 während der Amtszeit des 12. kanadischen Kabinetts von Premierminister William Lyon Mackenzie King als Parlamentarischer Geschäftsführer (Chief Government Whip) der liberalen Regierungsfraktion.
Bei der Unterhauswahl am 29. Oktober 1925 wurde er nunmehr im neu gegründeten Wahlkreis Charlevoix-Saguenay mit 8.312 Wählerstimmen erneut zum Mitglied des Unterhauses gewählt. Er war während der 15. Legislaturperiode (1925 bis 1926) Parlamentarischer Geschäftsführer der oppositionellen Liberal Party-Fraktion sowie weiterhin Mitglied mehrerer Ständiger Ausschüsse des Unterhauses. Danach wurde er bei der Unterhauswahl am 14. September 1926 mit 8553 Stimmen im Wahlkreis Charlevoix-Saguenay wieder zum Unterhausmitglied gewählt und fungierte daraufhin während der Amtszeit des 14. kanadischen Kabinetts von Premierminister Mackenzie King zwischen 1926 und 1930 erneut als Parlamentarischer Geschäftsführer der Regierungsfraktion im Unterhaus. Während der 16. Legislaturperiode (1926 bis 1930) war er zudem Mitglied zahlreicher Ständiger Ausschüsse. Bei der Unterhauswahl am 28. Juli 1930 wurde er im Wahlkreis Charlevoix-Saguenay mit 10.806 Wählerstimmen abermals zum Mitglied des Unterhauses gewählt. Er war während der 17. Legislaturperiode (1930 bis 1935) erneut Parlamentarischer Geschäftsführer der oppositionellen Liberal Party-Fraktion sowie weiterhin Mitglied mehrerer Ständiger Ausschüsse des Unterhauses.

### Sprecher des Unterhauses

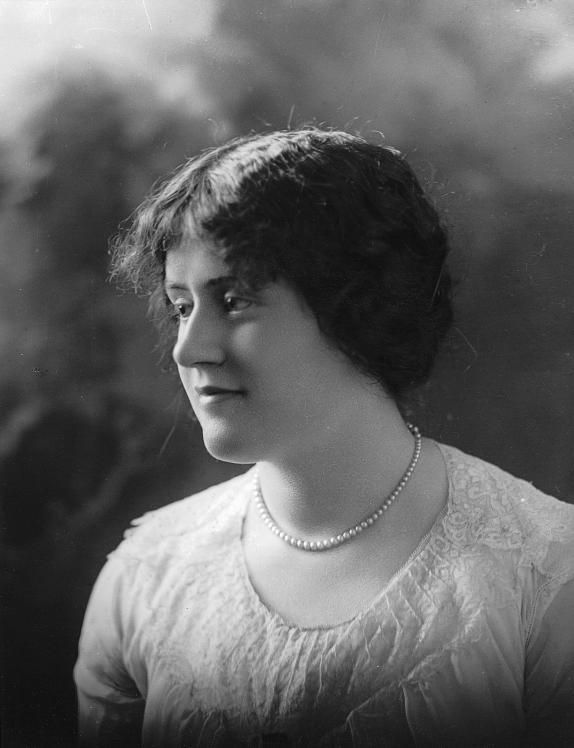
Marie Thérèse Forget Casgrain, Ehefrau von Pierre-François Casgrain.

Pierre-François Casgrain wurde bei der Unterhauswahl am 14. Oktober 1935 mit 12.144 Stimmen im Wahlkreis Charlevoix-Saguenay als Unterhausabgeordneter bestätigt. Er war anfangs der 18. Legislaturperiode (1935 bis 1940) erst wieder Parlamentarischer Geschäftsführer der liberalen Unterhausfraktion. Er wurde daraufhin am 6. Februar 1936 als Nachfolger von James Langstaff Bowman Sprecher des Unterhauses und damit Präsident dieser Kammer des Parlaments von Kanada. Dieses Amt bekleidete er bis zum 8. Mai 1940, woraufhin James Allison Glen seine Nachfolge antrat. Die Ernennung von Pierre-François Casgrain zum Sprecher im Februar 1936 wurde vereitelt, noch bevor er schließlich vom Unterhaus zum Sprecher gewählt wurde. Premierminister Mackenzie King hatte seine Entscheidung für Casgrain etwa sechs Wochen zuvor öffentlich gemacht, und bevor das Repräsentantenhaus zusammentrat, nahm Casgrain es auf sich, 127 Parlamentsmitarbeiter willkürlich zu entlassen. Offenbar betrachtete er die bevorstehende Wahl im Unterhaus als reine Formsache.
In einer höchst ungewöhnlichen Debatte, die ohne einen Sprecher stattfand, wies der Oppositionsführer, der ehemalige Premierminister Richard Bedford Bennett, darauf hin, dass Casgrains Vorgehen sowohl gegen das Gesetz verstoße als auch in die Privilegien der Mitglieder eingreife. Er sagte dem Haus, dass er aus diesen Gründen gegen die Wahl von Casgrain sei. Bennett wurde von James Woodsworth, dem Führer der neuen Co-operative Commonwealth Federation (CCF), unterstützt. Ein seltener Vorfall bei der Wahl eines Sprechers: Die Nominierung wurde auf Teilung durchgeführt, eine Stimmabstimmung, die zeigen sollte, dass ein Antrag nicht einstimmig entschieden wird, aber die Namen derjenigen, die für und gegen den Antrag stimmen, nicht aufgezeichnet werden. Kings Verteidigung von Casgrain war gedämpft und er widerrief später die Entlassungen der Parlamentsmitarbeiter.

### Staatssekretär für Kanada und Richter
Bei der Unterhauswahl am 26. März 1940 wurde Casgrain mit 14.336 Wählerstimmen im Wahlkreis Charlevoix-Saguenay wiedergewählt. Im 16. kanadischen Kabinett von Premierminister Mackenzie King übernahm Casgrain am 9. Mai 1940 von Ernest Lapointe den Posten als Staatssekretär für Kanada sowie Chef der Regierungskanzlei. Diese Ämter bekleidete er bis zum 14. Dezember 1941, woraufhin seine Ablösung durch Norman Alexander McLarty erfolgte. Nachdem er am 14. Dezember 1941 von seinem Regierungsamt zurückgetreten war und auch auf sein Mandat im Unterhaus verzichtet hatte, wurde er zum Beigeordneten Richter am Obersten Gerichtshof der Provinz Québec ernannt. Dieses Richteramt behielt er bis zu seinem Tode am 2. August 1950.
Pierre-François Casgrain war mit der Frauenrechtlerin und späteren Bundessenatorin für Québec Marie Thérèse Forget Casgrain (1896 bis 1981) verheiratet, deren Vater Rodolphe Forget (1861–1919) zwischen 1904 und 1917 für die Konservative Partei Kanadas ebenfalls Mitglied des Unterhauses war. Nach seinem Tode wurde Casgrain auf dem Friedhof Notre-Dame-des-Neiges in Montreal beigesetzt.